# Macka B

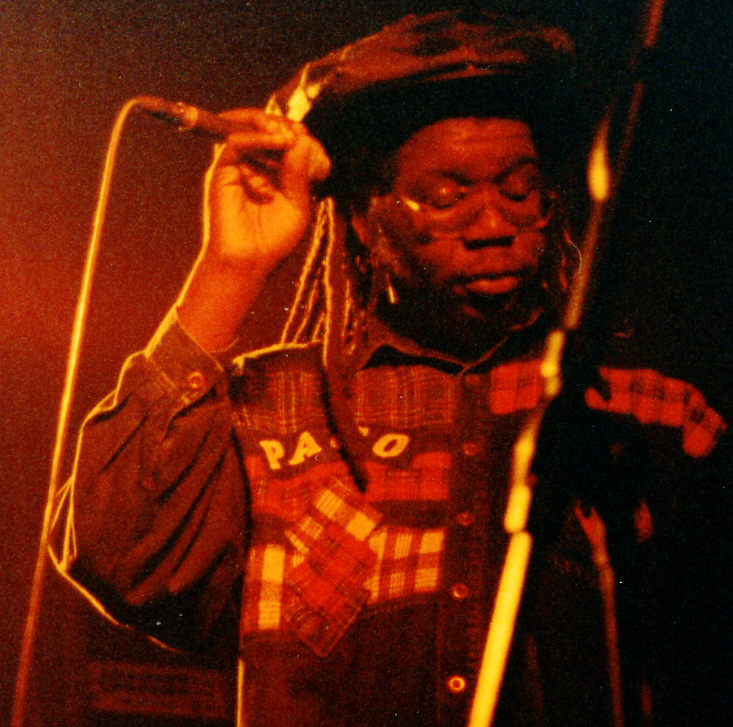
Macka B (ca. 1990)

Macka B, eigentlich Christopher MacFarlane (* 1966 in Wolverhampton, England) ist ein britischer Reggaekünstler.

## Leben
MacFarlane wurde sehr früh vom Lord Barley Soundsystem beeinflusst, das in seiner Nachbarschaft Blues-Partys veranstaltete, und ist seitdem dem Reggae verfallen. In der Schule lernte er Violine zu spielen und trat dem Schulchor bei. In seiner Freizeit ließ er sich von bekannten Künstlern wie Burning Spear, Bob Marley, Peter Tosh und Count Ossie inspirieren. Nach seiner Schulzeit plante er eine Karriere als Ingenieur und begann eine technische Ausbildung bei Ever Ready, die allerdings scheiterte, da die Fabrik schloss. Danach übte sich Macka B intensiver im DJing und entschied sich nach den Regeln des Glaubens der Rastafari zu leben, der zum Zentrum seines Lebens wurde. Macka B wurde erstmals mit einigen Freunden in dem Exodus-Soundsystem aktiv.
Ein Besuch in Jamaika 1982 half ihm, sein Können weiter auszuarbeiten und ermöglichte ihm 1983, an einem DJ-Wettbewerb im Rising Star Club in Bilston unter anderem gegen Pato Banton & Rankin Ann teilzunehmen und zu gewinnen. Daraufhin wurde er in zahlreiche Radiosendungen eingeladen und sein Bekanntheitsgrad wuchs.
Mit einer Band namens Pre-Wax gab er viele Livekonzerte und spielte in der Channel 4's Rockers Road Show. Außerdem veröffentlichte Pre-Wax die Vinylplatte „Maggie’s Letter“ mit Hilfe des Produzenten Papa P., die ein regionaler Erfolg wurde.
Als Derek Nelson, der Produzent von Ebony BBC2, Macka B entdeckte, engagierte er diesen direkt für regelmäßige Auftritte in den nächsten Sendungen.
Macka B arbeitete während der ganzen Zeit auch mit den Wassifa Soundsystems, hauptsächlich Birmingham, Skippy und Lippy zusammen. Nach einigen Tapes wurde Fashion Records auf Macka B aufmerksam und sie luden ihn zu Aufnahmen ein. „Bible Reader“ wurde veröffentlicht und war recht erfolgreich in den Reggae-Single-Charts.

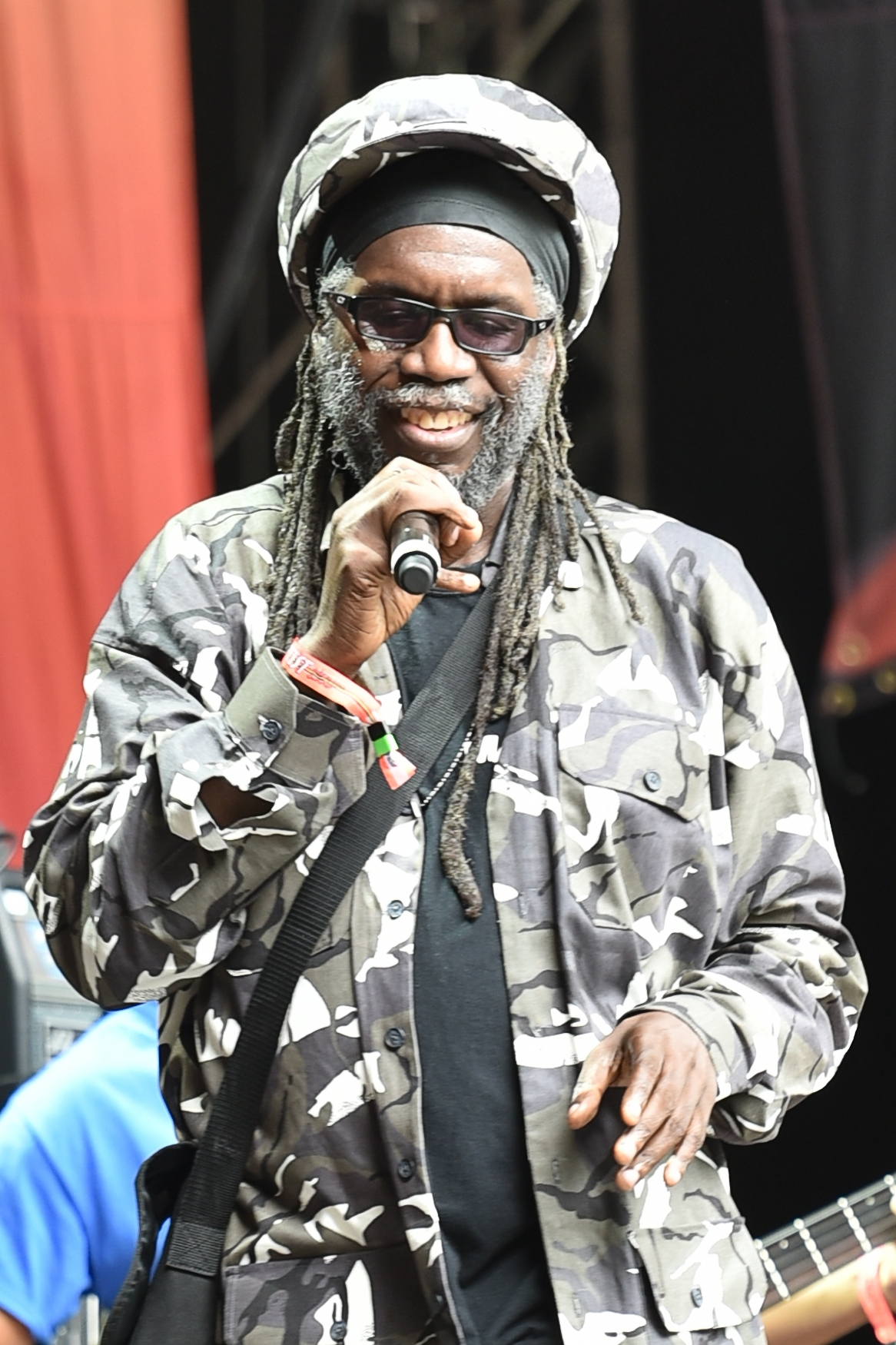
Macka B beim Ruhr Reggae Summer 2017 in Mülheim

Nach einem Treffen mit Mad Professor kam Macka B bei dem Label Ariwa unter Vertrag und nahm die LP „Sign of the Times“ auf, welche Nr. 1 in den Reggae-LP-Charts einnahm. Er trat beim Channel 4 Club Mix und 1986 beim Sunsplash in Wembley Arena auf und startete eine Europa-Tournee. Sein zweites Album „We’ve Had Enough“ veröffentlichte Macka B im Jahr 1987. 1988 besuchte er wieder Jamaika und nahm „Love it in Jamaica“ und „Slow Down Driver“ für das Black-Scorpio-Label und „Looks are Deceiving“ für Ariwa auf.
1989 veröffentlichte er die LP „Buppie Culture“, die die Single „Dread a who she love“ enthielt, ein Duett mit Kofi, das mal wieder Nr. 1 in den Reggae-Single-Charts wurde. 1990 feierte er mit der Single „Proud of Mandela“ die Befreiung Nelson Mandelas, die später auch auf dem Album „Natural Suntan“ erschien. Macka B war danach der erste britische Reggaekünstler, der in Australien auf Tour ging.
In den 1990ern nahm Macka B acht weitere Alben für Ariwa auf und arbeitete auch weiterhin mit anderen Künstlern und Labels zusammen. Macka B ist zweimal auf dem Reggae Sunsplash und auf dem Sting & White River Reggae Bash in Jamaika aufgetreten. Er ist im Laufe seiner Karriere durch Japan, Amerika, Botswana, Hawaii, Frankreich, Deutschland, Belgien, Schweden, Neuseeland, Australien, Italien, Spanien und Polen getourt.
Macka B war der erste Reggae-Künstler, der auch durch das ehemalige Jugoslawien (Slowenien, Kroatien, Serbien) getourt ist.
Macka B lebt vegan, ist Mitglied der Vegan Society und macht seit kurzem auch Songs über Gemüse und Obst.

## Diskographie
- 1986 – Sign of the Times (Ariwa)
- 1987 – We’ve Had Enough (Ariwa)
- 1988 – Looks are Deceiving (Ariwa)
- 1989 – Buppie Culture (Ariwa)
- 1990 – Natural Suntan (Ariwa)
- 1991 – Peace Cup (Ariwa)
- 1992 – Jamaica, No Problem? (Ariwa)
- 1993 – Roots Ragga (Ariwa)
- 1994 – Here Comes Trouble (Ariwa)
- 1995 – Discrimination (Ariwa)
- 1995 – Hold on to Your Culture (Ariwa)
- 1998 – Suspicious (Ariwa)
- 1999 – Roots & Culture (Ariwa)
- 2000 – Global Messenger (Ariwa)
- 2000 – Live Again Roots Ragga 2 (Ariwa)
- 2003 – By Royale Command (with The Royale Roots Band)
- 2004 – Word Sound & Power (Charm)
- 2008 – More Knowledge
- 2012 – Change The World
- 2015 – Never Played a 45  (VP)
- 2017 – Health Is Wealth (Greensleeves Records)